# Gary Stevens
Pour les articles homonymes, voir Stevens.
Gary Stevens, né le 27 mars 1963 à Barrow-in-Furness (Angleterre), est un footballeur anglais, qui évoluait au poste de défenseur à Everton et en équipe d'Angleterre.
Stevens n'a marqué aucun but lors de ses quarante-six sélections avec l'équipe d'Angleterre entre 1985 et 1992. Il participe à la Coupe du monde 1986, à l'Euro 1988 puis à la Coupe du monde 1990.
Il a remporté deux championnats anglais avec Everton et six championnats écossais avec les Rangers.

## Carrière
- 1982-1988 : Everton  Angleterre
- 1988-1994 : Glasgow Rangers  Écosse
- 1994-1998 : Tranmere Rovers  Angleterre[1]

## Palmarès

### En équipe nationale
- 46 sélections et 0 but avec l'équipe d'Angleterre entre 1985 et 1992
- Quatrième de la Coupe du monde de football de 1990.
- Quart de finaliste de la Coupe du monde de football de 1986.
- Participation au Championnat d'Europe de football 1988.

### Avec Everton
- Vainqueur de la Coupe d'Europe des vainqueurs de coupe en 1985.
- Vainqueur du Champion d'Angleterre en 1985 et 1987.
- Vainqueur de la Coupe d'Angleterre en 1984.
- Vainqueur du Charity Shield en 1984, 1985, 1986 et 1987
- Vice-Champion du Champion d'Angleterre en 1986.
- Finaliste de la Coupe d'Angleterre en 1985, 19856 et 1989.
- Finaliste de la Coupe de la ligue anglaise en 1984.

### Avec les Glasgow Rangers
- Vainqueur du Championnat d'Écosse de football en 1989, 1990, 1991, 1992 1993 et 1994.
- Vainqueur de la Coupe d'Écosse en 1992 et 1993.
- Vainqueur de la Coupe de la ligue écossaise en 1989, 1991, 1993 et 1994.
- Finaliste de la Coupe d'Écosse en 1989 et 1994.
- Finaliste de la Coupe de la ligue écossaise en 1990.